# Jardim Botânico da Universidade da Califórnia
O Jardim Botânico da Universidade da Califórnia, em inglês: University of California Botanical Garden, é um jardim botânico de 13,7 ha de extensão localizado nas imediações do campus da Universidade da Califórnia, Campus de Berkeley. O jardim botânico é membro do BGCI, recebendo o código de identificação internacional UC como instituição botânica e como sigla do seu herbário.

## Localização
O Jardim Botânico da Universidade da Califórnia localiza-se a 210 m de altitude em Strawberry Canyon, em Oakland, Califórnia, com vista panorâmica sobre a Baía de San Francisco. 